# Битва Александра
Битва Александра, іноді Битва Александра при Іссі — картина німецького художника Альбрехта Альтдорфера, найвідоміша з його робіт, написана 1529 року. Картина також відома під назвою «Битва при Іссі». Зберігається у Старій Мюнхенській пінакотеці.
У битві між арміями Александра Македонського та перського царя Дарія ІІІ, яка відбулася в 333 до н. е. у Сирії, перси зазнали поразки. Глядача, перш за все, вражає контраст між невеликим розміром картини і грандіозністю видовища. З висоти пташиного льоту відкривається морський берег і тісна місцина, де бореться безліч маленьких фігурок. Хід битви можна легко зрозуміти — перемагає військо, що знаходиться справа.
Це військо Александра Македонського: на їхніх прапорах зображений грифон — легендарний герб Македонського царства.
Проте це зміст лише нижньої частини картини. Сцена битви нагадує мурашник на фоні моря, далеких гір і вечірнього неба. Сонце сідає, і все яскравіше видно місячний серп. Сонце і місяць, що з'явилися на небі одночасно — символ події всесвітнього значення. День та ніч ведуть боротьбу не менш драматичну, ніж люди на землі.
Альтдорферу незнайома впевненість середньовічного люду у безсумнівній правоті однієї з воюючих сторін. Світом картини Альтдорфера керує не всесильний Творець, але й сліпа Доля — в цьому схожість творчості Альтдорфера з мистецтвом Нового часу.